# Григорий V (патриарх Александрийский)
Патриарх Григорий V (греч. Πατριάρχης Γρηγόριος Ε΄) — Патриарх Александрийский.
По некоторым данным занимал кафедру с 1459 года. В 1461—1462 и 1465—1466 годы Египет посетили 2 русских паломника, киевский иеромонах Варсонофий и московский купец Василий. Они оставили воспоминания о паломничествах, но о Патриархе Григорие там не упомянуто. По другим данным стал патриархом только в 1484 году. В Дионисиевском каталоге Александрийских патриархов под № 93 указан как просто Григорий. Жозеф Насралла датирует его Патриаршество ок. 1480—1503, что ставит под вопрос время архипастырства его преемника Иоакима (1486/1487 — 1565/1567).
Сведений о жизни Патриарха Григория V сохранилось крайне мало. Известно, что он участвовал в Константинпольском Соборе 1484 года, который осудил Флорентийскую унию, и поставил подпись под актами Собора.
Митрополит Эфесский Даниил, пробывший в Египте 4 месяца, видел там много древних храмов, построенных при византийских императорах, однако только 3 из них находились в руках православных — в большинстве своем храмы и монастыри перешли к коптам.